# Radara
Radara es un género de lepidópteros perteneciente a la familia Erebidae. Es originario de Norteamérica.

## Especies
- Radara subcupralis Walker, [1866]
- Radara vacillans Walker, 1862

## Antiguas especies
- Radara anartoides es ahora conocida como Cecharismena anartoides (Walker, 1865)